# Ulf Hielscher
Ulf Hielscher (Nuevo Brandeburgo, RDA, 30 de noviembre de 1967) es un deportista alemán que compitió en bobsleigh en la modalidad cuádruple. 
Participó en los Juegos Olímpicos de Lillehammer 1994, obteniendo una medalla de bronce en la prueba cuádruple (junto con Wolfgang Hoppe, René Hannemann y Carsten Embach).
Ganó una medalla de oro en el Campeonato Mundial de Bobsleigh de 1995 y una medalla de oro en el Campeonato Europeo de Bobsleigh de 1995.

## Palmarés internacional
| Juegos Olímpicos   | Juegos Olímpicos      | Juegos Olímpicos  | Juegos Olímpicos |
| Año                | Lugar                 | Medalla           | Prueba           |
| ------------------ | --------------------- | ----------------- | ---------------- |
| 1994               | Lillehammer (Noruega) | Medalla de bronce | Cuádruple        |
| Campeonato Mundial |                       |                   |                  |
| Año                | Lugar                 | Medalla           | Prueba           |
| 1995               | Winterberg (Alemania) | Medalla de oro    | Cuádruple        |
| Campeonato Europeo |                       |                   |                  |
| Año                | Lugar                 | Medalla           | Prueba           |
| 1995               | Altenberg (Alemania)  | Medalla de oro    | Cuádruple        |